# Prin cele străinătăți
Prin cele străinătăți (1991) (titlu original Witches Abroad) este al douăsprezecelea roman din Lumea Disc a lui Terry Pratchett.

## Intriga
După moartea vrăjitoarei Desiderata Vâlcea, Magrat Usturoi primește bagheta ei magică, căci Desiderata nu fusese doar o vrăjitoare, ci și o ursitoare. Primirea acestei baghete o face pe Magrat ursitoarea unei tinere pe nume Ella. Din nefericire, Desiderata nu lasă niciun fel de instrucțiuni legate de folosirea baghetei și mare parte din vrăjile făcute de Magrat au ca rezultat final un dovleac. Desiderata îi promisese Ellei că nu va trebui să se mărite cu ducele, care este un prinț broscoi, iar Magrat și însoțitoarele ei - Buna Batevreme și Țața Ogg - trebuie să aibă grijă ca acest lucru să se îndeplinească, în ciuda voinței unei alte vrăjitoare din Genua, Lily, ursitoarea pereche a Desideratei. Aceasta și-a folosit puterea propriei reflecții pentru a captura Genua.  
Călătoria spre Genua ia ceva timp și este presărată cu o serie de peripeții, multe dintre ele parodiind povești bine-cunoscute. Odată ajunse în Genua, Magrat pleacă să dea de Ella, în timp ce celelalte două vrăjitoare îi întâlnesc pe vrăjitoarea voodoo Erzulie Gogol și pe servitorul ei, Baronul Sâmbătă. Abia în acest moment Magrat află că Ella are două ursitoare, Magrat și Lilith. Aceasta din urmă a stat în spatele numeroaselor aventuri prin care au trecut vrăjitoarele în timpul călătoriei, iar acum manipulează întregul oraș Genua, înfășurându-l în jurul poveștii Cenușăresei. Lilith a pus să fie arestați oameni pentru crime împotriva poveștilor. Folosind hipnoza, Buna o convinge pe Magrat să meargă la un bal mascat în locul Ellei. Hainele Ellei i se potrivesc, dar pantofii de cleștar nu. După ce se distrează la bal, vrăjitoarele sunt desconspirate și trimise în temniță.
Acesta este momentul în care sosesc la bal Ella, doamna Gogol și Baronul Sâmbătă și le eliberează pe cele trei vrăjitoare. O concentrație mare de magie îl transformă pe duce înapoi în broască. Lilith fuge, iar doamna Gogol încearcă să o oprească folosind o păpușă voodoo. Buna folosește credința doamnei Gogol în puterea păpușii voodoo pentru a o arde pe Lilith, introducând brațul păpușii într-o torță. Ella află că este fiica Baronului Sâmbătă (fostul duce de Genua), ceea ce o face conducătoarea orașului. Primul ei ordin este ca balul să ia sfârșit, mergând apoi la parada Mardi Gras.
Buna pornește în urmărirea lui Lilith, pe care o învinge prinzând-o într-o oglindă. Cele trei vrăjitoare se întorc acasă, Buna o instruiește pe Magrat cum să folosească bagheta în scopuri magice.